# الحدبه الطالعية (القطن)
'

تعديل مصدري - تعديل

الحدبة الطالعية هي إحدى قرى عزلة وادي سر بمديرية القطن التابعة لمحافظة حضرموت، بلغ تعداد سكانها 292 نسمة حسب تعداد اليمن لعام 2004.